# Liste des évêques d'Auchi

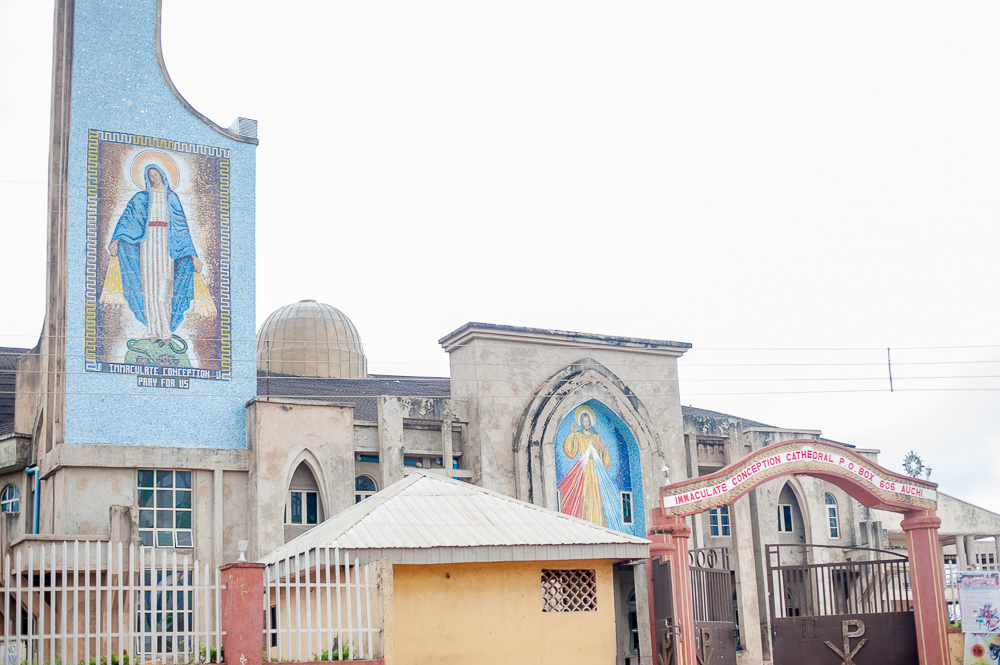
Cathédrale d'Auchi

La Liste des évêques d'Auchi recense les noms des évêques qui se sont succédé sur le siège épiscopal d'Auchi au Nigéria depuis la création du diocèse d'Auchi (Dioecesis Auchianus) le 4 décembre 2002 par détachement de celui de Benin City.

## Évêques
- Depuis le 6 novembre 2002 : Gabriel Dunia (Gabriel Ghiakhomo Dunia)

## Sources
- (en) Fiche du diocèse sur catholic-hierarchy.org